# Фэссет, Норман Картер
Но́рман Ка́ртер Фэ́ссет (англ. Norman Carter Fassett; 1900—1954) — американский ботаник.

## Биография
Родился 27 марта 1900 года в городке Уэр в штате Массачусетс.
Учился в Гарвардском университете, окончил его в 1922 году, в 1923 году получил степень магистра. В 1925 году защитил диссертацию доктора философии под руководством Меррита Линдона Фернальда, в которой рассматривал водные растения Мэна. Вскоре Фэссет был назначен инструктором по ботанике в Висконсинском университете. С 1929 года — ассистент, с 1937 года — доцент, с 1944 года — профессор.
Наиболее известные работы Фэссета — Manual of Aquatic Plants (1940), а также монографии родов водных и околоводных растений Bidens, Callitriche, Cabomba, Ceratophyllum, Proserpinaca, Echinodorus (издана посмертно).
Один из основателей Американской ассоциации систематиков растений, на момент своей смерти — её президент.
В декабре 1953 года во время экспедиции в Никарагуа у Фэссета случился инсульт, в феврале — повторный инсульт. 14 сентября 1954 года скончался.

## Некоторые научные публикации
- Fassett N. C. The vegetation of the estuaries of northeastern North America // Proceedings of the Boston Society of Natural History. — 1928. — Vol. 39(3). — P. 135—222.
- Fassett N. C. Leguminous Plants of Wisconsin. — Madison, 1961. — 157 p.
- Fassett N. C. Callitriche in the New World // Rhodora. — 1951. — Vol. 53. — P. 135—222.

## Некоторые виды растений, названные именем Н. Фэссета
- Callitriche fassettii Schotsman, 1966
- Elatine fassettiana Steyerm., 1952
- Eleocharis fassettii S.González & P.M.Peterson, 2008
- Tillandsia fassettii L.B.Sm., 1955